# Де Гайардон, Патрик
Патрик де Гайардон (23 января 1960, Уллен — 13 апреля 1998) — французский парашютист, скайсерфер, изобретатель современного вингсьюта.

## Биография
Первые прыжки с парашютом Патрик совершил в армии, когда ему было 20. Он сразу серьёзно увлекся этим видом спорта. Он становится победителем чемпионата Франции по фристайлу в 1985 и 1987 годах, а в 1986 занимает второе место в мировом чемпионате.
Патрик поучаствовал в создании нового вида спорта, скайсёрфинга. Он одним из первых надел лыжу, придумал систему безопасной отцепки для неё, первым совершил тандем-прыжок на лыже и много сделал для популяризации этого вида спорта.
В 1992 году он вошёл в команду «Sector No Limits» и совершил рекордный прыжок с высоты 11700 метров без кислорода. Через 3 года он установил новый рекорд высотных прыжков без кислорода, 12700 метров, совершив прыжок с Ил-76 в Московской области.
В 1994 году прыгнул на Северный полюс с лыжей.
В 1996 году Патрик де Гайардон совершил первые полёты в костюме-крыло собственного изобретения. Костюм, полёты в котором тогда назывались «wing flight», имел конструкцию, аналогичную современным вингсьютам. Костюм состоял из трёх двухслойных крыльев между руками и ногами, надуваемых набегающим воздушным потоком через воздухозаборники. Ранние прототипы костюма относятся к 1994 году, созданию костюма предшествовало долгое изучение техник полётов белок-летяг.
Уже первые образцы позволили пролетать по горизонту такое же расстояние, как и по вертикали (аэродинамическое качество = 1). Некоторое время Гайардон совершенствовал технику полётов. Он покидал самолёт, и спустя минуту, несколькими километрами ниже, догонял его и залезал обратно. Постепенно он увеличивал площадь крыльев. В 1997 году, прыгнув со скалы в Арко, он смог пролететь 27 секунд.
13 апреля 1998 года Патрик де Гайардон погиб в результате несчастного случая на Гавайях. На тот момент у него было более 12000 прыжков с парашютом. Чтобы улучшить раскрытие парашюта в вингсьюте, он внес изменения в контейнер своей парашютной системы, что привело к отказу основного парашюта.